# Brephos subterminalis
Brephos subterminalis är en fjärilsart som beskrevs av George Francis Hampson 1911. Brephos subterminalis ingår i släktet Brephos och familjen nattflyn. Inga underarter finns listade i Catalogue of Life.